# Brookdale (California)
Brookdale es un lugar designado por el censo ubicado en el condado de Santa Cruz en el estado estadounidense de California. En el año 2010 tenía una población de 1.991 habitantes.

## Geografía
Brookdale se encuentra ubicado en las coordenadas 37°6′22″N 122°6′23″O / 37.10611, -122.10639.